# Marcien (évêque de Tarentaise)
Pour les articles homonymes, voir Marcien (homonymie).
Marcien ou Marcel (en latin Marcinus/Marcianus/Martianus) est un saint populaire et un évêque de Tarentaise de la fin du VIe siècle.

## Biographie
Marcien ou Marcel (Marcinus, Marcianus, Martianus) est un évêque de Tarentaise pour la période entre 580 et 585,,.
Ces dates sont retenues puisqu'il est signataire aux conciles mérovingiens réunis par le roi Gontran de Mâcon (581), Valence (584) et Mâcon (585),.
Il fait partie des évêques de Tarentaise qui sont considérés comme saint par la tradition. Toujours selon la tradition, son corps devait être inhumé dans la chapelle dite de Notre-Dame des corps saints de la cathédrale Saint-Pierre,.